# Le Mesnil-lès-Hurlus
Le Mesnil-lès-Hurlus was een dorp gelegen in het noordwesten van het departement van de Marne (in de regio Grand Est) in Frankrijk.
Het werd tijdens de Eerste Wereldoorlog volledig vernield en na 1918 niet meer heropgebouwd. Thans is het een onderdeel van het militaire Camp de Suippes. Enkel de ruïnes van de kerk en wat graven van het kerkhof zijn heden nog zichtbaar. Le Mesnil-lès-Hurlus ligt tussen Reims en Verdun, een streek die het gedurende de Groote Oorlog zwaar te verduren kreeg. In 1911 telde het dorp 97 inwoners en was 1.137 hectare groot.
De gronden zelf werden toegevoegd aan de gemeente Minaucourt en kreeg de naam Minaucourt-le-Mesnil-lès-Hurlus.